# Chrysaloysia somalica
Chrysaloysia somalica är en insektsart som beskrevs av Navás 1927. Chrysaloysia somalica ingår i släktet Chrysaloysia och familjen guldögonsländor. Inga underarter finns listade i Catalogue of Life.